# Horváth Csaba (polgármester)
Horváth Csaba (Budapest, 1969. november 19. –) magyar politikus, a Magyar Szocialista Párt (MSZP) fővárosi közgyűlési frakcióvezetője, 2002 és 2014 között országgyűlési képviselő, 2002 és 2006 között Budapest II. kerületének polgármestere, 2006 és 2009 között Budapest főpolgármester-helyettese. 2012-ben az MSZP alelnökének választották. 2019-2024 Budapest XIV. kerületének polgármestere.

## Életrajza
A budapesti Puskás Tivadar Szakközépiskolában érettségizett. Ezt követően az egykori Matáv Rt.-nél dolgozott, majd a Molland Holding Kft. cégnél üzletkötőként. 1994-ben saját reklámügynökséget alapított V.I.P. Clip Communication Kft. néven. 1998-ban szociálpolitikusi-szociológiai főiskolai diplomát, 2004-ben humán szervezői egyetemi diplomát szerzett. 1998-ban ügynöksége Katona Bélát, az MSZP akkori budapesti főpolgármester-jelöltjét reklámozta.
1999 óta a Magyar Szocialista Párt tagja, 2004 óta budapesti szervezetének alelnöke. 2002 óta országgyűlési képviselő, 2002 és 2006 között Budapest II. kerületének polgármestere, 2006-tól 2009-ig Budapest főpolgármester-helyettese volt. Az oktatás, a kultúra és az egészségügy tartozott felügyelete alá. A 2006-os önkormányzati választáson is indult a II. kerület polgármesteri székéért, de alulmaradt a fideszes Láng Zsolttal szemben. 2009 szeptemberében Demszky Gábor főpolgármester őt bízta meg a BKV felügyeletével is. A céggel kapcsolatos 2009-es nyári botrány következményeinek felszámolása körüli egyet nem értés oda vezetett, hogy 2009. október 13-án az MSZP budapesti elnöksége megállapította, a Szabad Demokraták Szövetsége (SZDSZ) felmondta az MSZP-vel 2006-ban megkötött fővárosi koalíciós megállapodást, ezért felkérte Horváthot és Hagyó Miklóst, hogy november 20-áig mondjanak le főpolgármester-helyettesi tisztségükről. A tisztségből való távozása után Bajnai Gordon miniszterelnök Budapest kormánybiztosának nevezte ki, a pozíciót 2010-ig töltötte be.
A 2002-es önkormányzati-, a 2006-os és a 2010-es országgyűlési választásokon is pártja budapesti területi listájáról nyert mandátumot.
A 2010-es önkormányzati választásra az MSZP budapesti küldöttértekezlete Horváth Csabát választotta a párt főpolgármester-jelöltjéül 2010 februárjában. Horváth kampányának meghatározó elemévé vált május 1-jén tett ígérete, hogy ha őt választják meg főpolgármesternek, 2013-ig fokozatosan díjmentessé teszi a BKV használatát a budapestieknek és a fővárosban tanuló diákoknak, aminek forrásául ötlete szerint a jövőben a gépjárművekre esetlegesen kivetendő behajtási díj (dugódíj) bevétele szolgálhatna. Ezt az ígéretet a választáson induló ellenfelei, illetve az összes többi párt elutasítással fogadta, megkérdőjelezve annak realitását és komolyságát. A Városi és Elővárosi Közlekedési Egyesület (VEKE) felelőtlennek, szakmailag teljesen megalapozatlannak és nevetségesnek nevezte a javaslatot. Az elutasítás részben meglepő, egyrészt mert a dugódíj a választási kampány egyik központi témája lett, melyet minden induló párt és jelölt kisebb vagy nagyobb mértékben támogat, másrészt 2002-ben Schmitt Pál független, de a Fidesz támogatását is élvező akkori főpolgármester-jelölt hasonló, bár jóval kisebb volumenű elképzelést fogalmazott meg.
2010 júniusában Burány Sándor utódaként az MSZP budapesti elnökévé választották. A 2010-es önkormányzati választáson Horváth Csaba az MSZP jelöltjeként indult, és Tarlós Istvántól vereséget szenvedve második helyezést ért el. A szavazatok 29,47%-át szerezte meg, mellyel mintegy 24 százalékponttal maradt le a győztes polgári jelölttől. Bár az eredmény kudarcosnak tekinthető, de még így is Horváth Csaba érte el a legjobb eredményt az MSZP önálló főpolgármester-jelöltjei közül a közvetlen főpolgármester-választások történetében. Mivel az MSZP belső összeférhetetlenségi szabályai nem engedték meg az országgyűlési és fővárosi közgyűlési mandátum együttes betöltését, előbbiről 2010 októberében lemondott. 2012 februárjában nem indult újból a budapesti elnöki pozícióért, mert pártja országos vezetőségében kívánt részt venni. 2012-ben az MSZP Kongresszusa 66%-kal a párt alelnökévé választotta. A 2014-es önkormányzati választáson pártja polgármester-jelöltje volt Budapest II. kerületében, de ismét vereséget szenvedett Láng Zsolttól (Fidesz–KDNP). Kompenzációs listáról ismét bekerült a budapesti közgyűlésbe.
A 2019 elején megtartott ellenzéki főpolgármester-jelölti előválasztás első fordulójában vereséget szenvedett Karácsony Gergelytől. 2019. április 6-án megkötött megállapodás értelmében az MSZP, a Demokratikus Koalíció, a Párbeszéd Magyarországért és a Momentum Mozgalom polgármesterjelöltje az XIV. kerületben (Zugló), az őszi önkormányzati választásokon. Október 13-án megnyerte a választást, így ő lett a kerület polgármestere, a második helyezést a fideszes Rozgonyi Zoltán érte el. A kerület korábbi polgármestere, Karácsony Gergely főpolgármester lett. Megválasztásával Horváth Csaba lett az első olyan kerületi polgármester a rendszerváltozás óta, aki korábban egy másik kerület első embere volt. Érdekesség, hogy amíg 2002-ben egy budai kerület élére választották meg, addig 2019-ben a pesti oldal egyik kerületének polgármestere lett.
2024-ben újraindult a XIV. kerület polgármesteri székéért, de vereséget szenvedett Rózsa Andrástól.

## Családi háttere
Nős, első házasságából egy fia van, második házasságából két fia született.